# Lentävä
Lentävä est une zone de planification de Tampere en Finlande. 
Lentävä comprend les zones statistiques:  Niemi et Lentävänniemi.